# Orologio per scacchi

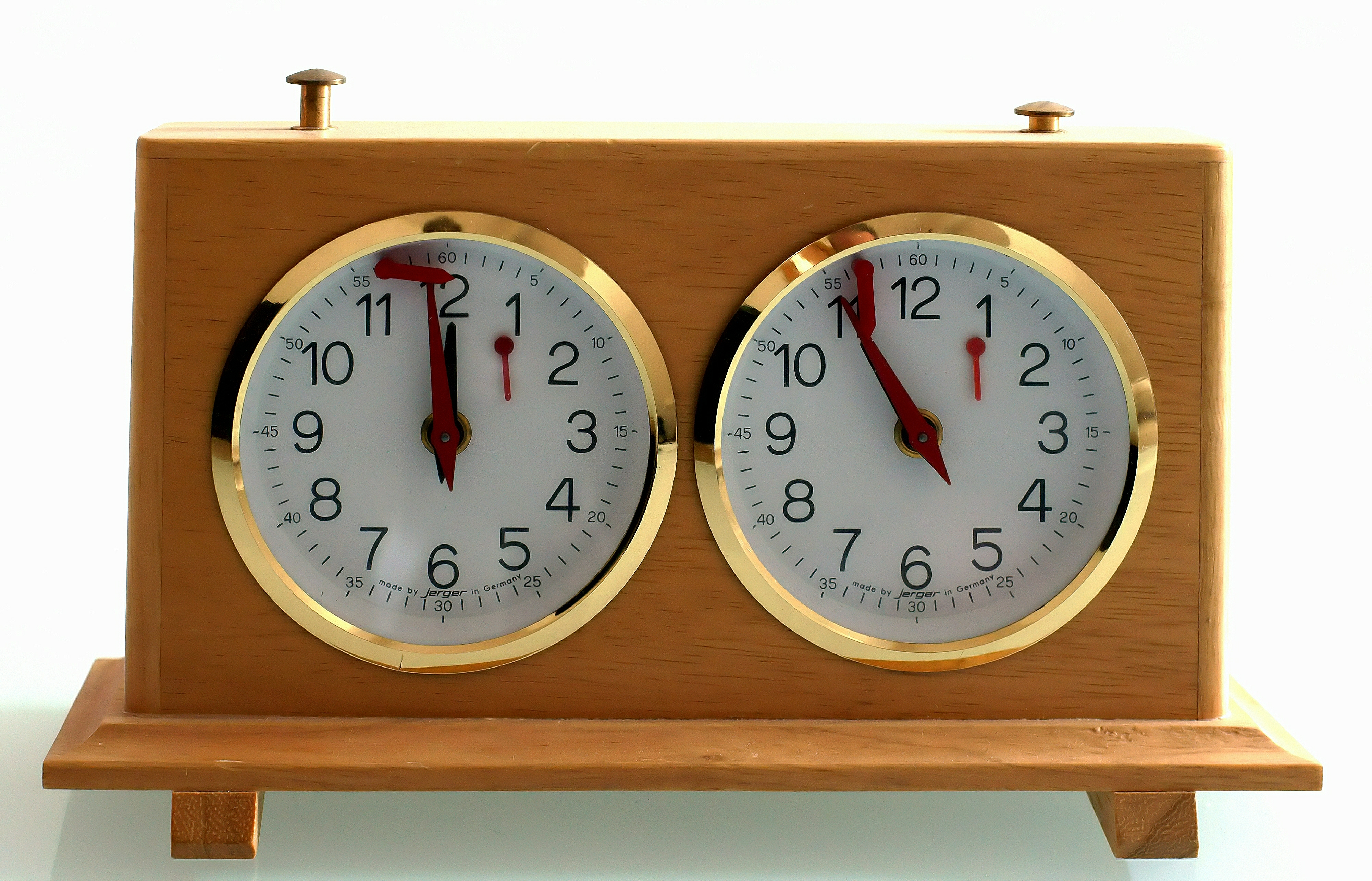
Un tipico orologio per scacchi analogico

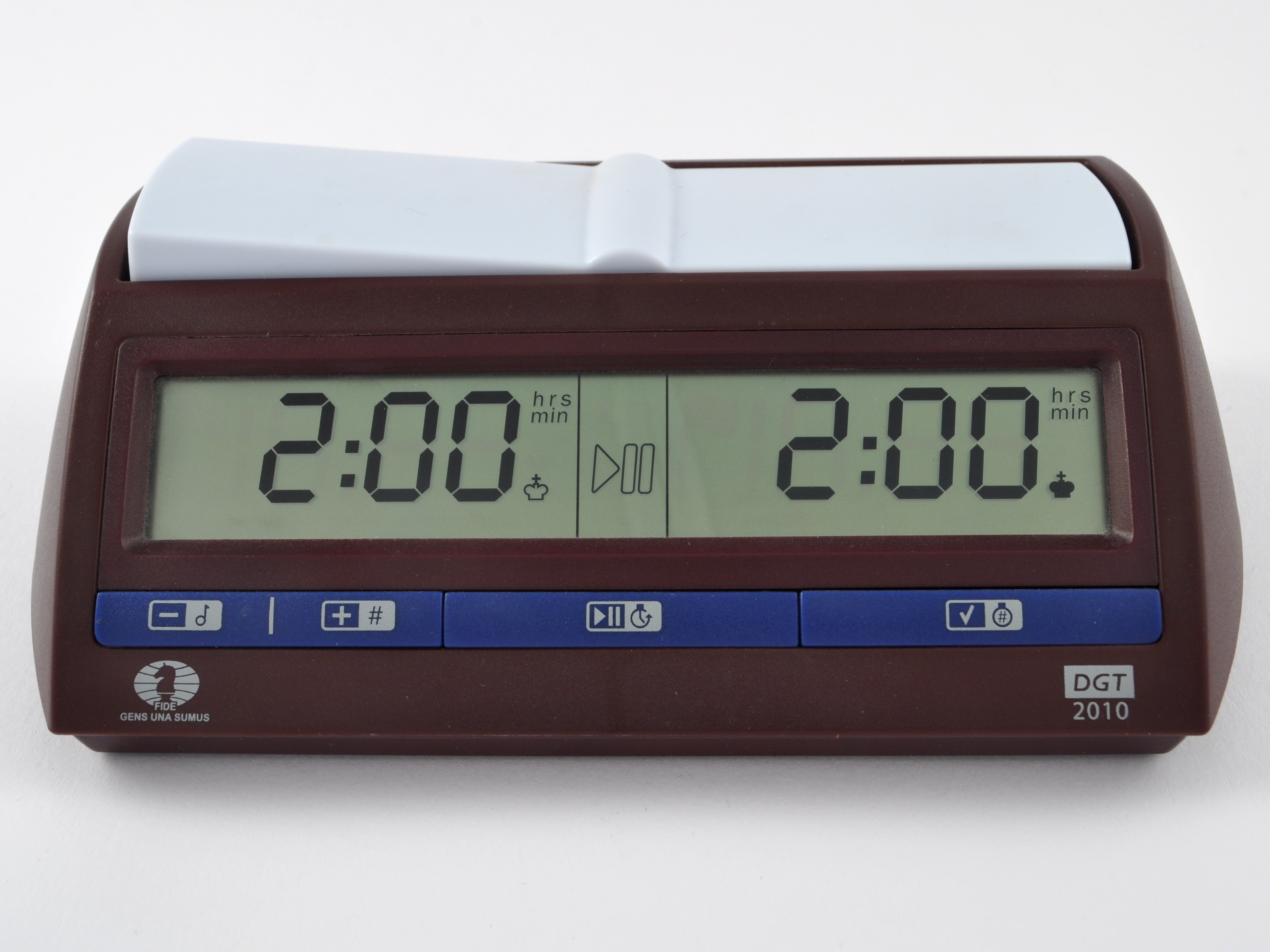
Orologio per scacchi digitale

Un orologio per scacchi è costituito da due orologi affiancati in un unico contenitore, ciascuno con un tasto per fermarne uno e fare partire l'altro, in modo che non siano mai entrambi in movimento.
Ha la funzione di misurare il tempo usato da ciascun giocatore, che deve gestire il tempo a sua disposizione in modo da non superarlo per non perdere la partita. Viene usato, oltre che negli scacchi, in altri giochi da tavolo tra due giocatori, tra cui il go, lo Shōgi e lo scrabble.
L'orologio per scacchi come lo intendiamo oggi è stato introdotto per la prima volta nel torneo di Londra 1883. Da allora è stato usato in pressoché tutti i tornei e altre competizioni di scacchi.
Il posizionamento dell'orologio viene fatto dall'arbitro, in base alla sua comodità di visualizzare il tempo rimanente prima del controllo del tempo. Nelle partite amichevoli, di regola spetta al conduttore dei neri la scelta di posizionare l'orologio alla sua destra o alla sua sinistra, considerando che il tasto deve essere premuto con la stessa mano che esegue lo spostamento del pezzo.

## Orologio analogico
Gli orologi per scacchi analogici, con le lancette delle ore e dei minuti, sono dotati di una "bandierina" che quando restano pochi minuti a disposizione viene via via sollevata dalla lancetta dei minuti; quando essa cade ciò indica che il tempo a disposizione è terminato. Questo comporta la perdita della partita, eccetto il caso in cui l'altro giocatore non abbia sufficiente materiale per poter dare lo scacco matto; in tal caso la partita è dichiarata patta. Se vi sono dei dubbi l'arbitro analizza la posizione, per poi decidere l'esito della partita. Il principale difetto di tali orologi è la mancanza dell'indicazione dei secondi, per cui quando il tempo sta per scadere è difficile valutare con precisione il tempo ancora disponibile.

## Orologi digitali
I primi orologi per scacchi digitali, con indicazione numerica dei minuti e dei secondi, sono stati introdotto verso la metà degli anni settanta. Nel 1975 gli statunitensi Joseph Meshi and Jeffrey R. Ponsor hanno brevettato un modello chiamato "Micromate-80". Tre anni dopo Joseph Meshi presentò una versione migliorata, "Micromate-180", in occasione della sua tesi di laurea alla San Diego State University, "Demand Analysis for a New Product (The Digital Chess Clock)". Successivamente varie aziende hanno messo in commercio molti modelli di orologi per scacchi digitali.

### Orologio Fischer
Nel 1988 l'ex campione del mondo Bobby Fischer propose un tipo di orologio con cui sia possibile aggiungere alcuni secondi per ogni mossa fatta. Ciò allo scopo di poter gestire meglio lo zeitnot, che si verifica quando il tempo rimanente al controllo del tempo o alla fine della partita è molto poco. In tal caso i secondi aggiunti per ogni mossa sono generalmente sufficienti al giocatore in vantaggio decisivo per vincere la partita. Fischer ottenne il brevetto di questo nuovo orologio nel 1989 e da allora è stato via via sempre più impiegato sia nei tornei che nei circoli di scacchi.
Il tempo aggiunto, chiamato "incremento" o "abbuono", può essere impostato a piacimento, ma tipicamente nelle partite di torneo con tempo standard (dette anche a tempo lungo) è di 30 secondi a partire dalla prima mossa. Nel gioco blitz si aggiungono di solito 3 secondi a mossa. Il brevetto di Fischer prevedeva anche un messaggio vocale sintetizzato che annunciava il tempo rimasto, eliminando così la necessità di guardare continuamente l'orologio, ma tale funzione non è mai stata adottata in pratica.

### Orologio Bronstein
Con l'orologio Fischer c'è l'eventualità che il tempo a disposizione di uno o entrambi i giocatori possa aumentare. Ciò accade quando la mossa viene fatta prima del periodo di incremento previsto. Per evitare ciò, il grande maestro russo David Bronstein ha ideato un sistema per cui l'abbuono rimanente dopo aver fatto la mossa viene annullato. In tal modo si evita l'accumulo di ulteriore tempo a disposizione di ciascun giocatore. Questo tipo di orologio, detto "orologio Bronstein", è però raramente usato nei tornei.

### Altre tipologie
Un altro tipo di orologio per scacchi digitale, introdotto negli Stati Uniti nel 1995, è dotato di un dispositivo che posticipa di alcuni secondi, impostabili a piacere, l'avviamento dell'orologio dopo che il bottone è stato premuto. È detto "Delay Clock" (orologio a ritardo) e, come l'orologio Fischer, ha lo scopo di diminuire la probabilità che il giocatore con un vantaggio posizionale e/o materiale possa perdere la partita per il tempo. È usato spesso dalla Federazione statunitense in alternativa all'orologio Fischer.